# Равни Дел (Власотинце)
Равни Дел је насеље у Србији у општини Власотинце у Јабланичком округу. Према попису из 2022. било је 60 становника.
На планинској заравни, благих падина планинског огранка Букове главе, са леве стране реке Власине, простире се планинско село Равни Дел, на надморској висини око 700 метара.

## Инфраструктура
Равни Дел је повезан са макадамским путем са асфалтним путем Власотинце—Свође. Макадамски пут односи вода после сваке веће кише, па је прилаз селу отежан током кишног периода. Село је електрифицирано, а има и водовод здраве пијаће воде са планинских извора.
Село је засељено из села Крушевица, где су преко реке Власине, прво биле појате за стоку, да би касније постале куће за породице.
У почетку је било само 12 колиба, да би се потом изградиле куће, које су биле покривене сламом. Село се састоји из махала: Витиште (по вителу на који се љускало на Сирниће-верски празник), Бара, Грмађе (грмада камена-каменито место ситним белутрацима), Јабучје (по дивљим јабукама) и Манкићево.

## Демографија
У насељу Равни Дел живи 152 пунолетна становника, а просечна старост становништва износи 44,1 година (43,8 код мушкараца и 44,4 код жена). У насељу има 61 домаћинство, а просечан број чланова по домаћинству је 3,00.
Ово насеље је великим делом насељено Србима (према попису из 2002. године), а у последња три пописа, примећен је пад у броју становника.
|  |

| Демографија | Демографија | Демографија |
| Година      | Становника  | Становника  |
| ----------- | ----------- | ----------- |
| 1948.       | 369         |             |
| 1953.       | 344         |             |
| 1961.       | 362         |             |
| 1971.       | 343         |             |
| 1981.       | 298         |             |
| 1991.       | 256         | 256         |
| 2002.       | 183         | 186         |
| 2011.       | 134         |             |
| 2022.       | 60          |             |

| Етнички састав према попису из 2002.‍ | Етнички састав према попису из 2002.‍ | Етнички састав према попису из 2002.‍ | Етнички састав према попису из 2002.‍ | Етнички састав према попису из 2002.‍ |
| ------------------------------------ | ------------------------------------ | ------------------------------------ | ------------------------------------ | ------------------------------------ |
|                                      |                                      |                                      |                                      |                                      |
| Срби                                 | Срби                                 |                                      | 180                                  | 98,36%                               |
| непознато                            | непознато                            |                                      | 3                                    | 1,63%                                |

| Година пописа     | 1948. | 1953. | 1961. | 1971. | 1981. | 1991. | 2002. |
| ----------------- | ----- | ----- | ----- | ----- | ----- | ----- | ----- |
| Број домаћинстава | 64    | 58    | 69    | 72    | 68    | 66    | 61    |

| Број чланова      | 1  | 2  | 3 | 4 | 5 | 6 | 7 | 8 | 9 | 10 и више | Просек |
| ----------------- | -- | -- | - | - | - | - | - | - | - | --------- | ------ |
| Број домаћинстава | 10 | 23 | 9 | 6 | 7 | 4 | 1 | 0 | 0 | 1         | 3,00   |

| Пол    | Укупно | Неожењен/Неудата | Ожењен/Удата | Удовац/Удовица | Разведен/Разведена | Непознато |
| ------ | ------ | ---------------- | ------------ | -------------- | ------------------ | --------- |
| Мушки  | 82     | 17               | 55           | 7              | 3                  | 0         |
| Женски | 77     | 8                | 56           | 12             | 0                  | 1         |
| УКУПНО | 159    | 25               | 111          | 19             | 3                  | 1         |

| Пол    | Укупно                    | Пољопривреда, лов и шумарство | Рибарство                            | Вађење руде и камена | Прерађивачка индустрија       |
| ------ | ------------------------- | ----------------------------- | ------------------------------------ | -------------------- | ----------------------------- |
| Мушки  | 40                        | 13                            | 0                                    | 0                    | 24                            |
| Женски | 6                         | 5                             | 0                                    | 0                    | 0                             |
| УКУПНО | 46                        | 18                            | 0                                    | 0                    | 24                            |
| Пол    | Производња и снабдевање   | Грађевинарство                | Трговина                             | Хотели и ресторани   | Саобраћај, складиштење и везе |
| Мушки  | 0                         | 2                             | 1                                    | 0                    | 0                             |
| Женски | 0                         | 0                             | 0                                    | 0                    | 0                             |
| УКУПНО | 0                         | 2                             | 1                                    | 0                    | 0                             |
| Пол    | Финансијско посредовање   | Некретнине                    | Државна управа и одбрана             | Образовање           | Здравствени и социјални рад   |
| Мушки  | 0                         | 0                             | 0                                    | 0                    | 0                             |
| Женски | 0                         | 0                             | 0                                    | 1                    | 0                             |
| УКУПНО | 0                         | 0                             | 0                                    | 1                    | 0                             |
| Пол    | Остале услужне активности | Приватна домаћинства          | Екстериторијалне организације и тела | Непознато            | Непознато                     |
| Мушки  | 0                         | 0                             | 0                                    | 0                    | 0                             |
| Женски | 0                         | 0                             | 0                                    | 0                    | 0                             |
| УКУПНО | 0                         | 0                             | 0                                    | 0                    | 0                             |

### Становништво
Равноделци су познати по дрварењу као рабаџије. Од тога живи већина. Као прве инвестиције од зараде многи су купили тракторе. У прошлости су били и цигларски печалбари, а сада су махом зидари печалбари. Надомак Равног Дела у Џарковој чуки мештани саде планински кромпир, а успевају и житарице. Многи саде и винограде. Клима погодује воћарству и пчеларству. Равноделци се и данас баве сточарством - чувају се краве. Волове за вучу су заменили трактори. Постоје још домаћинства која чувају овце, које се напасају запуштеним ливадама испод Букове главе у рејону села Преданца и Козила. После Другог светског рата из села се иселило доста младих образовних људи-међу њима учитеља, наставника и медицинских радника.

### Генеалогија и миграције
Мештани Равног Дела су православне вероисповести и поштују црквене празнике и славе.
У Манкићеву живе следеће фамилије: Станчићи, Станимировци (насељени из Дубраве), Чукарци (из Чукара-Дејан), Миткинци, Падинци, Дубравци (Дубрава), Kостићи (српске фамилије са севера Црне горе округа Никшићке жупе) и Станковићи.
У Доњој Мали живе Велинци (славе Свети Стефан), у Витишту - Сучуровци (славе Светог Николу), у Бари Динићи, Ићићи и Ђокићи славе Свети Николу.
На средини села живе Нинићи, Крстићи, Цветковићи, Стојановићи, Јовановићи (пореклом из Модре Стене), Новковићи (из Бучумета), Сучуровци, Гацановци и Прокићи, који сви славе Светог Николу. Њихови комшије Цветковићи, Петковићи славе Ђурђевдан.
Пешићи су се одселили се у Крагујевац, Пожаревац и Бријање, а Терзинци у Власотинце.
Остале фамилије у селу су: Митровићи, Станковићи, Вучићи, Кулкинци, Андрејевићи, Маринковићи, Мићкинии Костићи. Од ових фамилија су се делови иселили у Власотинце, Пожаревац, Бачку, Крагујевац, Бољаре и Бргуле.

## Образовање
У село постоји четвороразредна школа, у којој релативно још има ученика. Скоро је направљена нова школска зграда, а ученици из Равног Дела осмогодишњу школу похађају у селу Крушевица.

## Анегдоте
Сам назив села потиче из речи са два дела: Рамниште (Равниште) и Дел - зараван се тако зове у овом крају, па се тако вероватно и добио назив села Равни Дел. У овом крају се Равниште назива Рамниште па се тако у топографским картама село води као Рамни Дел, а у административом погледу у општини као Равни Дел. Постоји анегдота из времена владавине Турака. Када је Турчин ишао коњем у успону од Равног Дела за Криви Дел, пошто се уморио упитао је: „Где смо стигли?“ Добио је одговор Равни Дел, и на то је рекао: „Ако је ово Равни Дел, какав је онда тај Криви Дел?“